# Zimbabwe i olympiska sommarspelen 1988
Zimbabwe deltog i de olympiska sommarspelen 1988 med en trupp bestående av 29 deltagare, men ingen av landets deltagare erövrade någon medalj.

## Bågskytte
Damernas individuella
- Merrellyn Tarr – inledande omgång (→ 62nd place)

Herrarnas individuella
- Paul Bamber – inledande omgång (→ 60:e plats)
- Alan Bryant – inledande omgång (→ 72:e plats)
- Wrex Tarr – inledande omgång (→ 78:e plats)

Herrarnas lagtävling
- Bamber, Bryant och Tarr – inledande omgång (→ 21:a plats)

## Friidrott
Herrarnas 10 000 meter
- Stanley Mandebele
  - Heat – 29:50,99 (→ gick inte vidare)

Herrarnas maraton
- James Gombedza – 2"38,13 (→ 72:a plats)

Damernas maraton
- Linda Elizabeth Hunter — 2"53,17 (→ 55:e plats)

## Simhopp
Damernas 3 m
- Tracy Cox-Smyth nådde final och blev till slut tolva.[1]

## Tennis
Herrdubbel
- Mark Gurr och Philip Tuckniss
  - Första omgången – Besegrade Victor Caballero och Hugo Chapacu (Paraguay) 4-6 6-3 6-3 6-1
  - Andra omgången – Förlorade mot Stefan Edberg och Anders Järryd (Sverige) 0-6 1-6 4-6